# Cessna Citation
Cessna Citation är ett samlingsnamn på en serie av affärsjet producerade av amerikanska flygplanstillverkaren Cessna Aircraft Company. Namnet är ett samlingsnamn på en flygplansfamilj, vilka genom åren producerats och försetts med dubbelströmsmotorer. Inom de olika familjerna, vilka är sex till antalet, har utveckling och marknadsföring resulterat i ett antal olika varianter, vilket medfört att dess härstamning blivit komplicerad. Militära varianter inkluderar T-47 och UC-35 serien.

## Citationfamiljen
- FanJet 500, prototyp på den ursprungliga Citation familjen, första flygningen skedde den 15 september 1969.[1]
  - Citation I (Model 500) ursprunglig kallad Citation 500 innan Cessna slutligen började använda sig av namnet Citation I, då designen hade förändrats en hel del från FanJet 500. Den ursprungliga Citation I var bland de första affärsjetflygplanen med dubbelströmsmotor. Produktionen upphörde 1985.[2] Cessna Citation I/SP

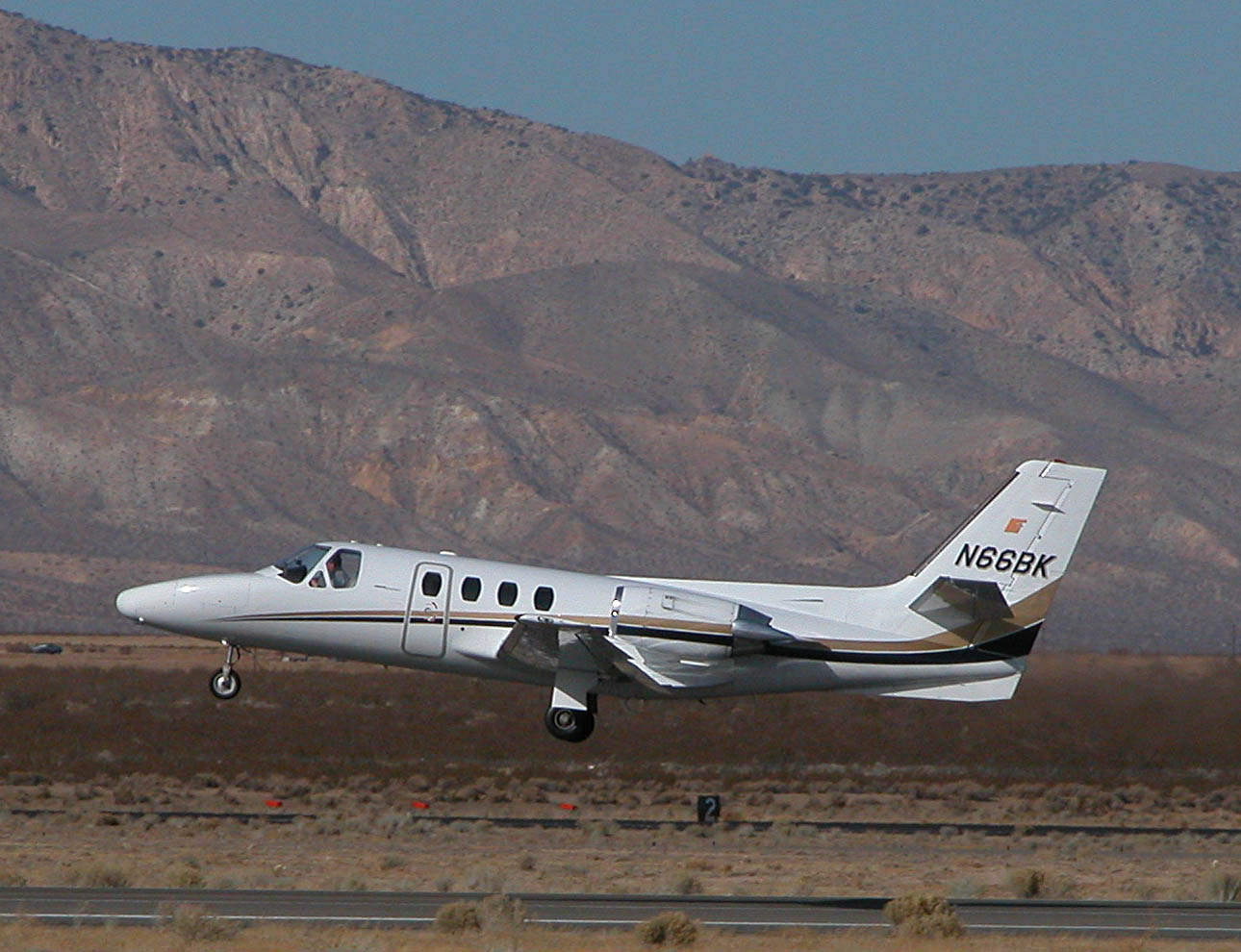
Cessna Citation I/SP

  - Citation I/SP (Model 501). Citation I anpassad för en mans besättning (Single Pilot).[3]
  - Citation II (Model 550). Förlängd version av Cessna 500, och började tillverkas 1978. Flygplanet ersattes av S/II, men återupptogs i produktion parallellt med S/II fram till lanseringen av Citation Bravo.[4][5]
    - T-47 (Model 552) är den amerikanska militärens beteckningen för Citation II. USA Navy har köpt 15 T-47A flygplan, och amerikanska DoD köpt fem OT-47B.[6]
    - Citation II/SP (Model 551). Citation II anpassad för en mans besättning.[4][7]
    - Citation S/II (Model S550) utveckling av Citation II med superkritisk vingprofil, starkare motorer och utökad bränslevolym. Tillverkades parallellt med Citation II, fram till att Citation V introducerades 1989.[4][8]
    - Citation Bravo (Model 550) modifierad version av II och S/II med modernare motorer (Pratt & Wittney PW530A), huvudställ med knäledskonstruktion och glascockpit baserad från Honeywell.[9][10]  Tillverkningen upphörde 2006.[11]

  - Citation V (Model 560), förlängd version av Citation II/SP med JT15D-5A motorer.[12][13]
    - Citation Ultra (Model 560) uppdaterad Citation V med JT15D-5D och glascockpit.[13] USMC UC-35D

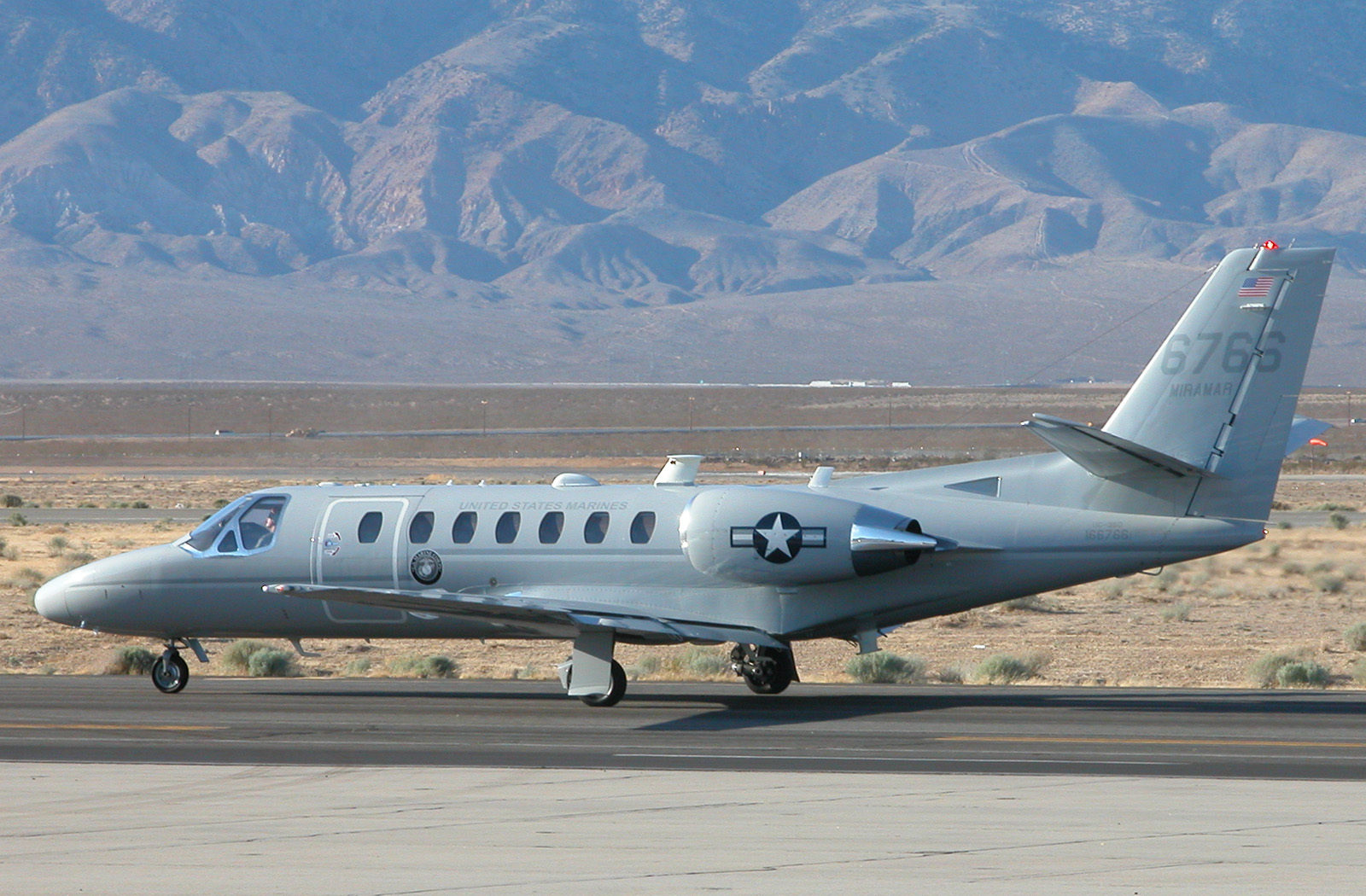
USMC UC-35D

      - UC-35A Ultra anpassad för US Army.
      - UC-35C Ultra anpassad för USMC.[14]

    - Citation Encore (Model 560) förbättrad version av Citation Ultra med PW535A motorer, större bränslekapacitet och ledade huvudställ.[13]
      - UC-35B Encore anpassad för US Army.
      - UC-35D Encore i utförande för USMC.[14]
      - Citation Encore+ (Model 560). Uppdaterad Encore med FADEC och ny glascockpit från Rockwell-Collins.[13]

- Citation III (Model 650). Medelstort affärsflygplan med pilvinge och Garret TFE-731 motorer. Prototypen till Citation III flög första gången i maj 1979.[15][16][17]
  - Citation IV var en projekterad utveckling av Citation III som stannade på ritbordet.[15]
  - Citation VI (Model 650). Förenklad Citation III med begränsade tillval och standardiserad interiör. Lanserades 1991 som en ekonomimodell men sålde dåligt och lades ner 1995.[15][16]
  - Citation VII (Model 650) Förbättrad Citation III med starkare motorer. Tillverkades mellan 1992 och 2000.[15][18]

- Citation X (Model 750) (X som i den romerska siffran tio). Affärsflygplan med interkontinental räckvidd och kabin med plats för upp till 12 personer.[19]
  - Citation Ten. Utveckling av Citation X.

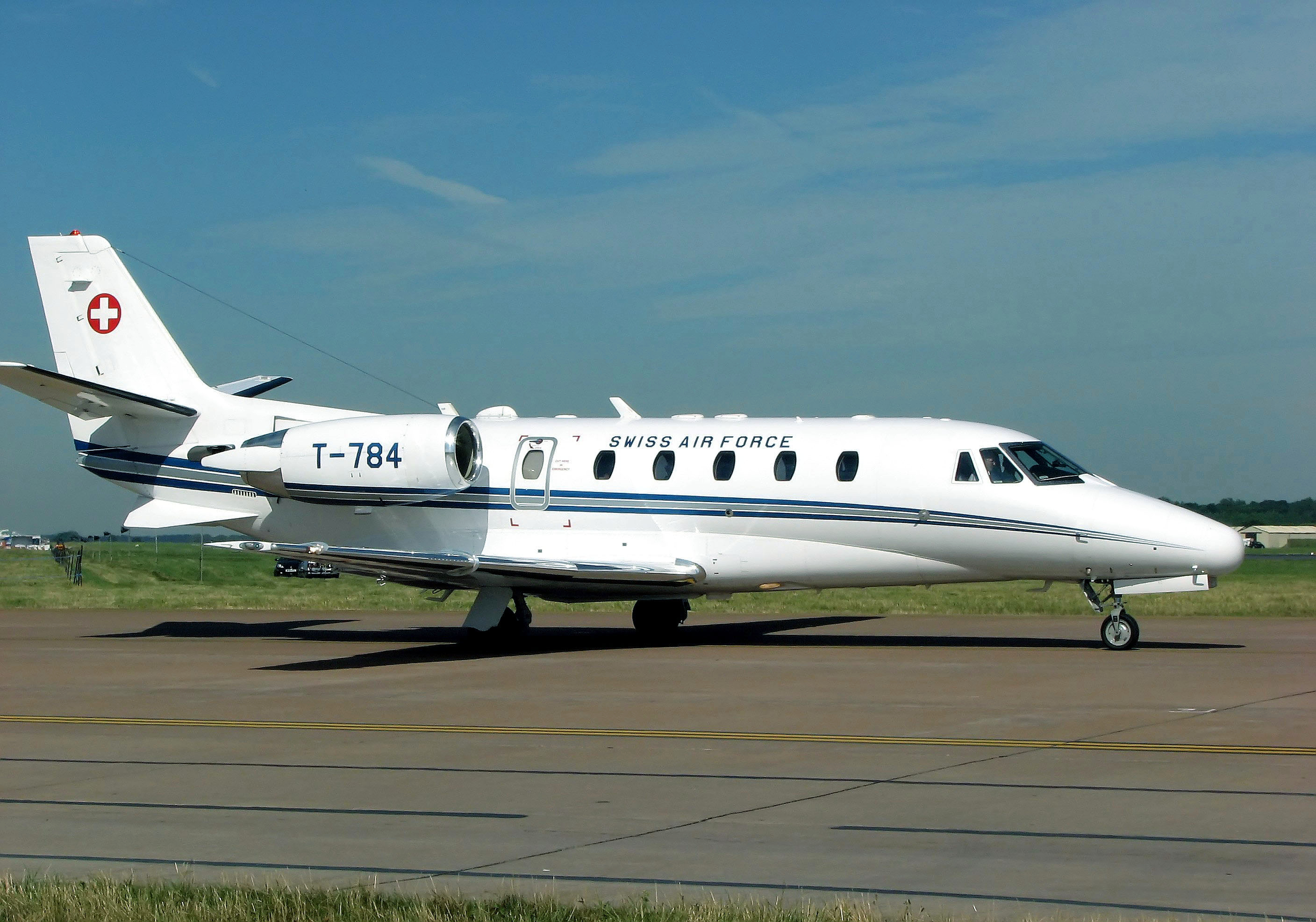
Cessna 560XL Citation Excel ur Schweiziska flygvapnet

- Citation Excel (Model 560XL). Hypbridmodell. En förkortad Citation X-kropp kombinerad med Citation Ultras raka vinge och stjärtparti från Citation V. PW545A motorer.[20][21]
  - Citation XLS, förbättrad Excel.
  - Citation XLS+ förbättrad XLS med FADEC och ny glasscockpit med Collins Pro-Line 21.[22]
- Citation Sovereign (Model 680). Nyutvecklad modell baserad på en förlängd Excell-kropp med pilvinge och PW306C motorer.[23][24]

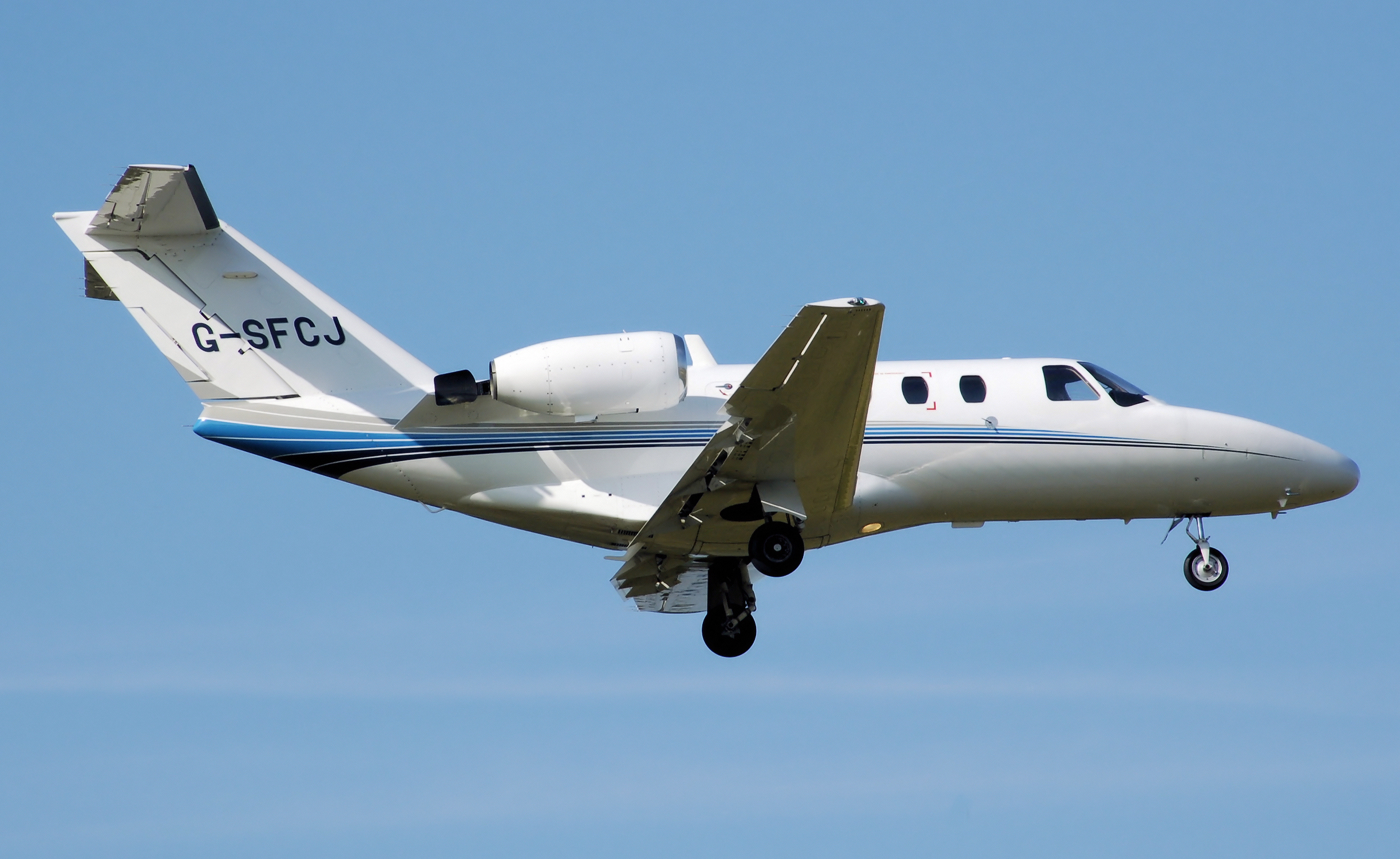
Cessna 525 CitationJet

- CitationJet (Model 525) Nyutvecklad modell avsedd som ersättare till Citation I.[25]
  - CJ1 (Model 525) förbättrad version av CitationJet.[25]
    - CJ1+ (Model 525) förbättrad version av CJ1 med nya motorer och FADEC.[26][27]

  - CJ2 (Model 525A) förlängd version av CJ1.[25]
    - CJ2+ (Model 525A) uppdaterad version av CJ2 med bättre prestanda och FADEC.[28]

  - CJ3 (Model 525B) förlängd version av CJ2.[29]
  - CJ4 (Model 525C) förlängd version av CJ3 med vinge från Sovereign och Williams FJ44-4 motorer.[30]

- Citation Mustang (Model 510). Nyutvecklad modell inom kategorin Very Light Jet med plats för 6 personer.[31]

- Citation Columbus (Model 850), projekterat medelstort affärsflygplan med digitalt styrsystem och interkontinental räckvidd. Utvecklingen avbröts 2009.[32]

- Cessna Citation Latitude - Projekterat flygplan som presenterades under NBAA-konferensen 2011. Projektet presenterades som ett större flygplan än Cessna Citation XLS+ familjen, och billigare än Cessna Citation Sovereign. Flygplanet planeras att byggas med en kabin för 9 personer, med Pratt & Whitney Canada PW306D motorer.[33]
- Cessna Citation Longitude - Projekterat flygplan presenterat i maj 2012 som en vidareutveckling av den nedlagdaCitation Columbus.  Första leverans är planerad till 2017..[34]